# Cmentarz Junikowo
Cmentarz komunalny nr 2 Junikowo w Poznaniu – największy w Poznaniu cmentarz komunalny pod względem liczby pochowanych (drugi po Cmentarzu Miłostowo pod względem powierzchni), znajdujący się w południowo-zachodniej części miasta, na Junikowie, pomiędzy ulicami Grunwaldzką a Cmentarną. W latach 1954–1990 cmentarz ten znajdował się na terenie dzielnicy administracyjnej Grunwald.

## Charakterystyka

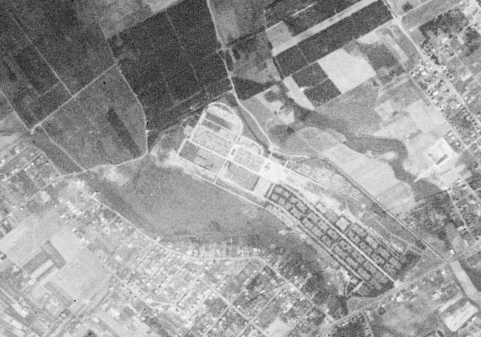
Zdjęcie satelitarne cmentarza z 1965 r.

Jeden z największych cmentarzy w Polsce, o powierzchni 92,69 ha, zostało tu pochowanych 139 tysięcy osób. Powstał na obszarze dawnego poligonu wojskowego, przekazanego miastu w 1927. Rozpisano wówczas konkurs na zagospodarowanie terenu (nekropolie: katolicka, protestancka, żydowska i bezwyznaniowa – łącznie około 50 ha). 21 listopada 1927 rozstrzygnięto go. Pierwszą nagrodę zdobyli Jerzy Beil i Zygmunt Tarasin z Warszawy (projektu nie zrealizowano). Kolejny, wysoko oceniony projekt szczegółowy sporządził w 1934 r. Marian Spychalski. Przewidywano wówczas optyczną dominantę w formie monumentalnej kaplicy, zróżnicowaną zieleń i wykorzystanie jako ważnego elementu dekoracyjnego spiętrzonych wód Potoku Junikowskiego. Ostatecznie nekropolia została otwarta w roku 1948, według zmienionych założeń. Znajdują się tu m.in. wydzielone kwatery powstańców wielkopolskich i żołnierzy Armii Krajowej. W alejach zasłużonych licznie reprezentowane są pochówki oficerów Wojska Polskiego i działaczy ruchu robotniczego. Przyciągają spojrzenie okazałe mauzolea rodów romskich, ale są też nowoczesne pola urnowe i kolumbaria.
Groby osób pochowanych na tym cmentarzu można odnaleźć dzięki wyszukiwarce grobów na poznańskich cmentarzach.

## Przyroda
Cmentarz położony jest na wyraźnie zbielicowanych głębokich piaskach. Przeważającym zespołem roślinnym jest tutaj Corynephoretum canescentis typicum z charakterystyczną szczotlichą (zwłaszcza siwą), dobrze znoszącą nasłonecznienie i brak wilgoci, a jednocześnie utrwalającą suche piaski. Zespół ten przechodzi w Festucetum ovinae, a dalej w dawne pastwiska i w Juncetum effusi nad Skórzyną. Od 1948 rozpoczęto dosadzanie drzew, m.in. topoli na terenach zespołów łęgu olszowego gwiazdnicowego oraz sosny i brzozy w pozostałych częściach. Obecnie wśród drzew przeważają sosna i brzoza, ale występuje także dąb.